# Emily (film, 2022)
Pour les articles homonymes, voir Émilie.
Pour plus de détails, voir Fiche technique et Distribution.
Emily est un film biographique américano-britannique écrit et réalisé par Frances O'Connor et sorti en 2022. Il dépeint la vie de l'autrice anglaise Emily Brontë jouée par Emma Mackey.
Emily est présenté en avant-première au festival international du film de Toronto 2022 avant sa sortie au Royaume-Uni le 14 octobre 2022.

## Synopsis
Emily est une jeune femme marginale et rebelle. Entourée de son père, de ses deux sœurs, de son frère et de son précepteur, le vicaire coadjuteur de son père, le film retrace le parcours initiatique qui l'amènera à écrire son chef-d'œuvre Les Hauts de Hurlevent. Son amour pour le vicaire sera un des déclencheurs de sa vocation d'écrivaine.

## Fiche technique
Sauf indication contraire, les informations mentionnées dans cette section peuvent être confirmées par la base de données cinématographiques IMDb,  présente dans la section « Liens externes ».
- Titre original : Emily
- Réalisation et scénario : Frances O'Connor
- Musique : Abel Korzeniowski
- Direction artistique : Steve Summersgill
- Décors : Cathy Featherstone
- Costumes : Michael O'Connor
- Photographie : Nanu Segal
- Son : Paul Paragon
- Montage : Sam Sneade
- Production : David Barron, Robert Connolly, Robert Patterson et Piers Tempest
- Société de production : Tempo Productions Limited, Embankment Films et Ingenious Film Partners
- Sociétés de distribution : Bleecker Street (États-Unis), Warner Bros. (Royaume-Uni), Wild Bunch Distribution (France)
- Pays de production :  Royaume-Uni,  États-Unis
- Langue originale : anglais
- Format : couleur, 2,35:1, Son Dolby Digital
- Genre : film biographique, drame
- Durée : 130 minutes
- Dates de sortie :
  - Canada : 9 septembre 2022 (festival de Toronto)
  - Royaume-Uni : 14 octobre 2022
  - France : 15 mars 2023

## Distribution
- Emma Mackey (VFB : elle-même) : Emily Brontë
- Fionn Whitehead (VFB : Maxime Donnay) : Branwell Brontë
- Oliver Jackson-Cohen (VFB : Sébastien Hébrant) : William Weightman
- Alexandra Dowling (VFB : Séverine Cayron) : Charlotte Brontë
- Amelia Gething (en) (VFB : Marie Braam) : Anne Brontë
- Adrian Dunbar (VFB : Benoît Van Dorslaer) : le révérend Patrick Brontë
- Gemma Jones (VFB : Myriam Thyrion) : la tante Elizabeth Branwell

Version française dirigée par Alexandra Correa chez Titra Film, d'après une adaptation des dialogues de Linda Bruno. Informations extraites du carton de doublage français.

## Production

### Génèse et développement
Le film est annoncé en mai 2020 avec Emma Mackey dans le rôle-titre avec Joe Alwyn, Fionn Whitehead et Emily Beecham choisi pour jouer plusieurs membres de l'entourage d'Emily. Frances O'Connor est annoncé à l'écriture du scénario et à la réalisation. Alwyn et Beecham quittent le projet en avril 2021, avant le début du tournage, tandis que Oliver Jackson-Cohen, Alexandra Dowling, Amelia Gething, Gemma Jones et Adrian Dunbar rejoignent le casting.

### Tournage
Le tournage se déroule entre le 16 avril et le 26 mai 2021 dans le Yorkshire.

### Musique
La musique du film est composée par le compositeur polonais Abel Korzeniowski. La plupart des morceaux font dialoguer un piano et un orchestre, en s'inspirant de la musique romantique. Korzeniowski y intègre cependant des éléments plus modernes, dont des motifs répétitifs qui s'inspirent de Philip Glass. Pour refléter la personnalité rebelle d'Emily, la musique emploie des cordes en ostinato et, dans certaines scènes, des chœurs.

## Sortie

### Accueil critique
Après son avant-première au Festival international du film de Toronto 2022, le film reçoit un score de 100% sur le site Rotten Tomatoes. Jason Bailey de The Playlist écrit : « Avec Emily, l'actrice-devenue-réalisatrice Frances O'Connor a créé avec son premier film ce qui semble être le travail d'un maître accompli ».
En France, le site Allociné propose une moyenne de 3,1⁄5, fondée sur 25 critiques de presse.

## Distinctions

### Récompenses
- Festival du film britannique de Dinard 2022 : Hitchcock d'or, prix de la meilleure interprétation pour Emma Mackey et prix du public[6].
- Festival international du film de Stockholm 2022 : Prix de la meilleure réalisation pour Frances O'Connor.

### Sélection
- Festival international du film de Toronto 2022 : sélection en section Platform